# هاينريش شني
كان هاينريش ألبرت شني (ألبير هيرمان هاينريش شني؛ 4 فبراير 1871 - 23 يونيو 1949) محاميًا ألمانيًا وموظفًا مدنيًا استعماريًا وسياسيًا وكاتبًا ومسؤولًا بالجمعية. شغل منصب الحاكم الأخير لشرق إفريقيا الألمانية.

## مسار مهني

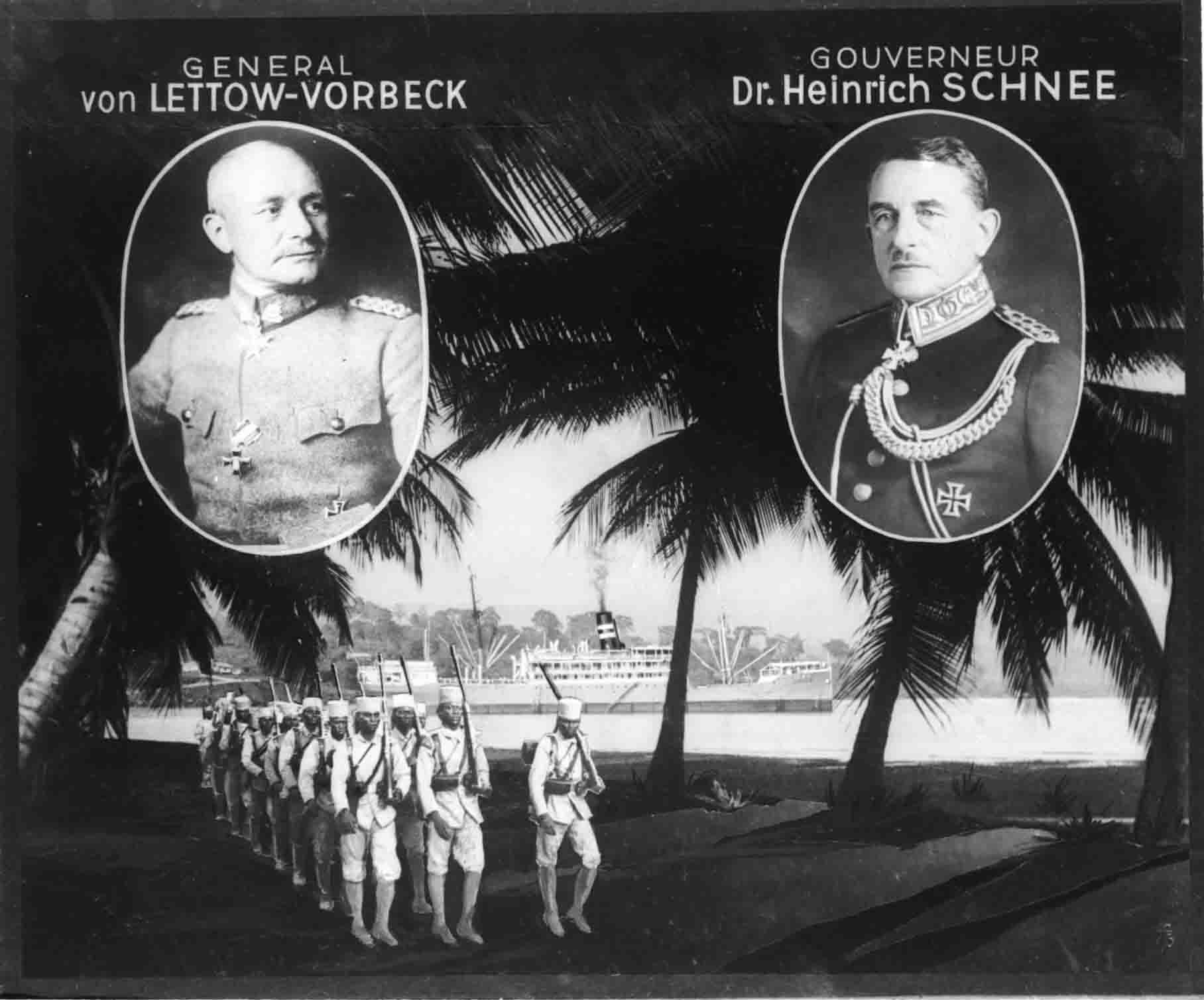
تُظهر الصورة الجنرال بول فون ليتو فوربيك والحاكم الدكتور هاينريش شني، وهما شخصيتان بارزتان في شرق إفريقيا الألمانية خلال الحرب العالمية الأولى

### حاكم شرق أفريقيا الألمانية
من عام 1912 إلى عام 1918، شغل شني منصب الحاكم الأخير لشرق إفريقيا الألمانية. تميزت فترة ولايته ببدء الحرب العالمية الأولى. كحاكم، شغل القيادة العسكرية العليا. ومع ذلك، سرعان ما اختلف مع قائد شوتزتروبه، الجنرال بول فون ليتو فوربيك، على الاستراتيجية الدفاعية. في النهاية ساد فون ليتو-فوربيك بتكتيكاته الفدائية وتولى السيطرة بشكل متزايد على العمليات. في 2 مارس 1919، قاد Schnee وLettow-Vorbeck المقاتلين العائدين من شرق إفريقيا عبر بوابة براندنبورغ في برلين.

## الجوائز والتكريمات
- 1925: دكتوراه فخرية من جامعة هامبورغ
- 1941: نسر درع الرايخ الألماني

## روابط خارجية
- هاينريش شني على موقع مونزينجر (الألمانية)